# Кордон Бергамак
Кордон Бергамак, Кордон-Бергамак — опустевшая/несуществующая деревня в Муромцевском районе Омской области России. Входит в состав Бергамакского сельского поселения.

## История
В 1995 году близ деревни, на озере Лиственничном, был обнаружен памятник андроновской культурноисторической общности
В соответствии с Законом Омской области от 30 июля 2004 года № 548-ОЗ «О границах и статусе муниципальных образований Омской области» деревня вошла в состав образованного муниципального образования «Бергамакское сельское поселение».

## География
Расположен на востоке региона, в Обь-Иртышском междуречье

## Инфраструктура
Лесное хозяйство.

## Транспорт
Просёлочные дороги.